# Emanuele Moncada Oneto
Emanuele Moncada Oneto, principe di Monforte (San Pier di Monforte, 10 luglio 1740 – Madrid, 7 dicembre 1815), è stato un nobile, politico e militare italiano del XVIII e XIX secolo, al servizio del regno di Spagna.

## Biografia
Nacque a San Pier di Monforte, nel Val Demone, il 10 luglio 1740, da Giovanni Antonio, V principe di Monforte, e dalla nobildonna Domenica Oneto Beccadelli di Bologna dei principi di San Lorenzo, di cui era penultimo di sette figli. Intraprese la vita militare ed entrò nell'esercito del Regno di Sicilia, dove fu dapprima cadetto del reggimento di cavalleria nel 1757, e due anni più tardi promosso ad alfiere dello stesso reggimento.
Trasferitosi in Spagna, il cui trono è occupato da Carlo III di Borbone, di cui fu al servizio, nel 1760, fu nominato capitano del reggimento di cavalleria di Siviglia, a cui fecero seguito l'esenzione della compagnia italiana dell'accreditata Guardia Reale del Corpo del 1762, e la nomina a Gentiluomo di camera del Re, con esercizio, nel 1765. In quello stesso anno, il fratello maggiore Girolamo morì celibe e senza figli, succedendogli così nei titoli di Principe di Monforte e di Conte di San Pietro, di cui ebbe investitura il 1º gennaio 1766.
Promosso a brigadiere dell'Esercito spagnolo nel 1779, in cui fece parte del reggimento di cavalleria Lusitania, l'anno seguente venne investito del titolo di Grande di Spagna di seconda classe. Ricevette altre promozioni, nel 1783 a maresciallo di campo, e nel 1789 a tenente generale.
Nel 1793-1795, il Principe di Monforte partecipò alla Guerra del Rossiglione contro i Francesi, dove fu agli ordini del generale Antonio Ricardos. In seguito, fu per breve tempo governatore e capitano generale del Regno di Valencia nel 1801, e capitano provvisorio in Andalusia nel 1808-1809, carica che però dovette abbandonare per ragioni di salute.
Morì celibe e senza figli a Madrid il 7 dicembre 1815. A succedergli nei titoli e nei feudi, fu il fratello minore Carmelo già dal 1792.